# Référenceur
 (mai 2023).
L'article doit être relu — et modifié si nécessaire — par des contributeurs indépendants pour apporter un regard critique aux contributions effectuées en violation des conditions d'utilisation de Wikipédia, tant sur la forme (notamment concernant le style encyclopédique, la proportionnalité) que sur le fond (la neutralité de point de vue, la qualité et l'indépendance des sources).
 (mai 2023).
Si vous disposez d'ouvrages ou d'articles de référence ou si vous connaissez des sites web de qualité traitant du thème abordé ici, merci de compléter l'article en donnant les références utiles à sa vérifiabilité et en les liant à la section « Notes et références ».
 (mai 2023).
La mise en forme du texte ne suit pas les recommandations de Wikipédia : il faut le « wikifier ».
Les points d'amélioration suivants sont les cas les plus fréquents. Le détail des points à revoir est peut-être précisé sur la page de discussion.
- Les titres sont pré-formatés par le logiciel. Ils ne sont ni en capitales, ni en gras.
- Le texte ne doit pas être écrit en capitales (les noms de famille non plus), ni en gras, ni en italique, ni en « petit »…
- Le gras n'est utilisé que pour surligner le titre de l'article dans l'introduction, une seule fois.
- L'italique est rarement utilisé : mots en langue étrangère, titres d'œuvres, noms de bateaux, etc.
- Les citations ne sont pas en italique mais en corps de texte normal. Elles sont entourées par des guillemets français : « et ».
- Les listes à puces sont à éviter, des paragraphes rédigés étant largement préférés. Les tableaux sont à réserver à la présentation de données structurées (résultats, etc.).
- Les appels de note de bas de page (petits chiffres en exposant, introduits par l'outil «  Source ») sont à placer entre la fin de phrase et le point final[comme ça].
- Les liens internes (vers d'autres articles de Wikipédia) sont à choisir avec parcimonie. Créez des liens vers des articles approfondissant le sujet. Les termes génériques sans rapport avec le sujet sont à éviter, ainsi que les répétitions de liens vers un même terme.
- Les liens externes sont à placer uniquement dans une section « Liens externes », à la fin de l'article. Ces liens sont à choisir avec parcimonie suivant les règles définies. Si un lien sert de source à l'article, son insertion dans le texte est à faire par les notes de bas de page.
- La présentation des références doit suivre les conventions bibliographiques. Il est recommandé d'utiliser les modèles {{Ouvrage}}, {{Chapitre}}, {{Article}}, {{Lien web}} et/ou {{Bibliographie}}. Le mode d'édition visuel peut mettre en forme automatiquement les références.
- Insérer une infobox (cadre d'informations à droite) n'est pas obligatoire pour parachever la mise en page.

Pour une aide détaillée, merci de consulter Aide:Wikification.
Si vous pensez que ces points ont été résolus, vous pouvez retirer ce bandeau et améliorer la mise en forme d'un autre article.
Un référenceur, référenceur web, ou encore référenceur SEO est un spécialiste des techniques de référencement naturel (Search Engine Optimization : SEO). 
Il intervient pour améliorer le classement des pages dans les résultats des moteurs de recherche, principalement Google, Bing ou Yahoo pour la France. C'est un professionnel. Sa mission est de faire augmenter le nombre de visiteurs d'un site web. 
Il utilise de nombreux outils techniques qui lui permettent d'analyser l'existant d'un site web (audit SEO), afin d'y trouver les erreurs nuisant au classement des pages web.

## Compétences
Un référenceur maîtrise les techniques de référencement naturel et les outils associés. Il est capable d’analyser les résultats de ses actions et de proposer des améliorations pour améliorer la visibilité du site.
Les compétences requises sont :
- Connaissance des techniques de référencement naturel (SEO)
- Maîtrise des outils d’analyse de trafic et de positionnement
- Capacité à analyser les résultats et à proposer des améliorations
- Connaissance des langages HTML, CSS et JavaScript
- Connaissance des moteurs de recherche et de leur fonctionnement

Il maitrise les bases du marketing et de la communication pour comprendre les notions de ciblage et adapter les actions et optimisations en fonction des publics.

## Différents champs d'activité
- SEO (Search Engine Optimisation) : techniques permettant d'optimiser le positionnement dans les moteurs de recherche
- SMO (Social Media Optimisation) : référencement dans les réseaux sociaux
- VSEO (Video Search Engine Optimization) : référencement des vidéos
- SEM (Seach Engine Marketing) référencement des liens payants[1].

## Formation
Pour devenir un professionnel du référencement, il existe des formations en marketing digital ou en communication. 
Il est possible de se former en autodidacte en lisant des livres spécialisés ou en suivant des formations en ligne. Le référenceur peut faire certifier ses compétences. 
Un référenceur possède des compétences techniques, linguistiques et marketing. En effet, le SEO regroupe plusieurs domaines complémentaires, qui visent tous à améliorer ce que Google appelle "l'expérience utilisateur". Les critères sont mentionnées par Google dans ses consignes données aux évaluateurs de qualité.

### Compétences techniques
Langage HTML : Le SEO est un ensemble de règles qui facilitent l'indexation des pages aux moteurs de recherche. Certaines balises HTML doivent comporter des indications. Elles permettant aux outils d'indexation (qui crawlent les pages) de mieux comprendre comment le contenu est structuré et dans quels domaines d'information il est situé. 
Par exemple, la balise HTML <h1> indique le titre principal de la page et doit contenir les mots-clés qui sont le thème du contenu rédactionnel de la page. Si la page parle de recettes de tartes faites avec du citron de Menton, le texte du titre principal de la page pourrait être rédigé ainsi :
```
<h1>Recettes de tartes au citron de Menton</h1>
```

Langage CSS : Les Cascading Style Sheet (CSS) ou "feuilles de style" en français, servent à déterminer l'apparence du contenu HTML. Les CSS influencent le classement d'une page si les déclarations de style sont mal positionnées ou trop nombreuses, alourdissant inutilement le temps de chargement d'une page.
CMS (Content Managing System) tels que WordPress, Drupal, Joomla... : ces logiciels servent à créer les sites web. Un référenceur qui intervient pour un client doit être capable d'utiliser le CMS de son client pour effectuer des corrections et des améliorations sur son site web.
Logiciels d'analyse SEO : ces applications examinent les urls d'un site afin d'y déceler différents types d'erreurs pouvant nuire au référencement naturel : 
- Erreurs sur les URLs (erreur 404, url en double, url non suivie...) : chaque erreur dans une url peut bloquer son indexation et réduire la visibilité du site web.
- Erreurs sur le balisage (titres en double, descriptions trop courtes, trop longues, absentes, attributs alt manquants, etc.).
- Erreurs sur la hiérarchisation des titres dans un texte.

Logiciels d'analyse de performances : la vitesse de chargement d'une page et d'autres paramètres de performance font partie des critères de Google. La vitesse d'un site web peut être testée avec l'outil fourni gratuitement par Google : PageSpeed Insights.
Le référenceur est un technicien qui sait comment créer un site web. Chez un client, sa première tâche consiste souvent à effectuer un audit technique des pages du site, et d'en détecter toutes les erreurs. Une fois corrigées, il améliore les autres leviers SEO du site.

### Compétences linguistiques du référenceur
Un référenceur SEO maîtrise l'orthographe et la grammaire française. Il est à l'aise en expression écrite afin de créer ou modifier du contenu rédactionnel. Ce type de prestation peut aussi être effectuée par un rédacteur web. 
L'enjeu du référenceur est de pouvoir juger la qualité d'un contenu. Celle-ci est capitale pour le bon référencement des sites web. Il doit connaître la signification et l'intérêt des mots-clés issus de ce que l'on appelle la longue traîne en webmarketing. 

### Compétences marketing du référenceur
L'objectif du référenceur est d'optimiser le SEO d'une page en tenant compte des lecteurs à qui elle est destinée. Le but du référencement est d'être visible auprès de sa cible et de générer des conversions. Les conversions peuvent être des achats, sur un site de vente en ligne, ou des demandes de contact sur un site vitrine d'entreprise. 
La dimension marketing du métier est importante car l'objectif final d'un client est de vendre son produit/service.